# Дэмброт, Ирвин
Ирвин Дэмброт (англ. Irwin Dambrot; 24 мая 1928, Бронкс, Нью-Йорк, США — 21 января 2010, Саммит, Нью-Джерси, США) — американский баскетболист, запомнившийся по выступлениям на студенческом уровне. Выступал на позиции лёгкого форварда. Был одним из ключевых игроков чемпионского состава баскетбольной команды Городского колледжа Нью-Йорка «ГКНЙ Биверс», которая в 1950 году впервые в истории студенческого баскетбола выиграла в одном сезоне сразу два главных его турнира — Национальный пригласительный турнир и турнир NCAA, причём в последнем из них был признан самым выдающимся его игроком.

## Ранние годы
Ирвин Дэмброт родился в Бронксе, континентальном боро Нью-Йорка, учился там же в средней школе имени Уильяма Ховарда Тафта, в которой играл за местную баскетбольную команду.

## Студенческая карьера
В 1950 году закончил Городской колледж Нью-Йорка, где в течение четырёх лет играл за команду «ГКНЙ Биверс», в которой провёл успешную карьеру. При Дэмброте «Биверс» один раз выигрывали регулярный чемпионат конференции Metropolitan New York (1950), а также два раза выходили в плей-офф студенческого чемпионата США (1947, 1950).
В 1947 году «CCNY Биверс» вышли в финал четырёх турнира NCAA (англ. Final Four), где 22 марта проиграли будущему победителю турнира команде Джорджа Кафтана и Боба Коузи «Холи-Кросс Крузейдерс» со счётом 45—60, Дэмброт стал в этом матче лучшим по результативности игроком своей команды, набрав 14 очков. В 1950 году «Биверс» стали чемпионами Национальной ассоциации студенческого спорта (NCAA), а Ирвин Дэмброт был признан самым выдающимся игроком этого баскетбольного турнира. 23 марта «Бобры» вышли в финал четырёх турнира NCAA, где сначала в полуфинальном матче, 25 марта, обыграли команду Сэма Ранзино «НК Стэйт Вульфпэк» со счётом 78—73, в котором Ирвин стал третьим по результативности игроком своей команды, набрав 13 очков и сделав 3 передачи, а затем в финальной игре, 28 марта, в упорной борьбе обыграли команду Джина Мельхиорра и Пола Унру «Брэдли Брэйвз» со счётом 71—68, в которой Дэмброт стал лучшим игроком своей команды, набрав 15 очков и сделав 2 передачи.
Кроме того в 1950 году «CCNY Биверс» стали чемпионами Национального пригласительного турнира (NIT), также обыграв в финальном матче «Брэдли Брэйвз» со счётом 69—61, став единственной командой выигравшей два главных студенческих турнира в течение одного года. MVP NIT стал одноклубник Дэмброта Эд Уорнер, сам же Ирвин Дэмброт в обоих турнирах 1950 года был капитаном команды и игроком стартовой пятёрки. За свою студенческую карьеру он набрал 977 очков в 98 играх.
18 февраля 1951 года в Нью-Йорке разгорелся грандиозный студенческий скандал, а уже 26 марта Дэмброт и его партнёры по команде Эд Уорнер, Эд Роман, Норм Магер, Элвин Рот, Флойд Лейн и Херб Коэн были арестованы по обвинению в участии в трёх договорных матчах регулярного чемпионата сезона 1949/1950 годов. Все признали себя виновными в совершении административного правонарушения и в ноябре того же года были приговорены к условным срокам наказания, за исключением Уорнера, который получил шесть месяцев тюремного заключения. Никаких доказательств о нарушениях во время матчей турнира NCAA и NIT обнаружено не было, поэтому все результаты были оставлены в силе.

## Личная жизнь
В 1950 году Дэмброт был выбран на драфте НБА под 6-м номером командой «Нью-Йорк Никс», но не провёл в Национальной баскетбольной ассоциации ни одного матча. Он выбрал карьеру дантиста, окончив стоматологический факультет Колумбийского университета.
Дэмброт был дважды женат и дважды разведён, после себя он оставил двух сыновей, Стюарта и Джонатана, и дочь Донну, а также трёх внуков. Его брат Сидни выступал за команду университета Дьюкейна «Дьюкейн Дьюкс», которая в 1954 году играла в финале турнира NIT, где проиграла команде «Холи-Кросс Крузейдерс» (62—71). Его племянник Кит Дамброт в своё время тренировал баскетбольную команду школы Сент-Винсент-Сент-Мэри (Акрон, штат Огайо), в которой начинал свою карьеру будущая звезда НБА Леброн Джеймс. В настоящее время работает на должности главного тренера команды Акронского университета «Акрон Зипс».

## Смерть
Свои последние годы Ирвин Дэмброт прожил в городе Мендем (штат Нью-Джерси). Он умер 21 января 2010 года на 82-м году жизни в госпитале города Саммит (штат Нью-Джерси), куда был доставлен после того как начал страдать болезнью Паркинсона. Дэмброт был погребён 23 января на кладбище Локаст-Хилл в городе Довер (штат Нью-Джерси).